# Aféry – neuvěřitelné životní příběhy
Aféry – neuvěřitelné životní příběhy jsou televizní pořad premiérově vysílaný v letech 2016–2021 na TV Barrandov.

## O pořadu
Pořad je obdobou Nebezpečných vztahů, obsahuje ale pouze příběhy s lechtivou sexuální tematikou (např. podvádění v manželství apod.). Každý díl pořadu nabízí jeden příběh, jehož scénář obvykle zašle sám divák a poté v dané epizodě svou roli hraje. Pokud se někteří reální účastnící z příběhu nechtějí natáčení zúčastnit, jsou nahrazeni komparzem.
Nejdříve se v moderování Afér střídali Michal Jagelka a Kateřina Kristelová, později jej začala moderovat Heidi Janků. V únoru 2018 bylo oznámeno, že post moderátorky Heidi Janků opustí a bude opět nahrazena Kateřinou Kristelovou. Několik dní poté ale vyšlo najevo, že novým moderátorem bude namísto Kristelové Pavel Novotný. Díly s ním ale nikdy nebyly odvysílány, a v moderování tak pokračovala Heidi Janků. V některých dílech se také jako poradce objevoval sexuolog Radim Uzel.
V roce 2021 bylo vysílání pořadu obnoveno s moderátorkou Annou Monhartovou.